# Accacidia maxima
Accacidia maxima är en insektsart som beskrevs av Irena Dworakowska 1971. Accacidia maxima ingår i släktet Accacidia och familjen dvärgstritar.
Artens utbredningsområde är Sudan. Inga underarter finns listade i Catalogue of Life.